# Coteaux-sur-Loire
Coteaux-sur-Loire é uma comuna francesa na região administrativa do Centro-Vale do Loire, no departamento de Indre-et-Loire. Estende-se por uma área de 44.15 km². Em 2010 a comuna tinha 1 952 habitantes (densidade: 44,2 hab./km²).
Foi criada em 1 de janeiro de 2017, a partir da fusão das antigas comunas de Saint-Patrice (sede da comuna), Ingrandes-de-Touraine e Saint-Michel-sur-Loire.